# Concerto for large Windorchestra
Concerto for large Windorchestra is een compositie voor harmonieorkest van de Nederlandse componist Bernard van Beurden. Het werk werd gecomponeerd in opdracht van het Fonds voor de Scheppende Toonkunst en bestaat uit drie delen. 
Het concerto is opgenomen op cd door het Harmonieorkest van het Rotterdams Conservatorium onder leiding van Arie van Beek.